# 幕末残酷物語
『幕末残酷物語』（ばくまつざんこくものがたり）は、1964年12月12日に公開された日本映画である。監督は加藤泰、主演は大川橋蔵。モノクロ、シネマスコープ、成人映画。

## 概要
架空の新選組隊士・江波三郎の視点で描かれる物語である。池田屋事件をはじめ、元治年間の京都を舞台に、新選組の内部粛清を描いたストーリーとなっているが、重要な史実関係が間違っている箇所もある。例えば、沖田総司は天然理心流（近藤道場）の使い手であるが、本作品では「北辰一刀流」の使い手と描かれるなど、物議になった作品である。

## キャスト
- 江波三郎：大川橋蔵
- 沖田総司：河原崎長一郎
- さと：富司純子
- 近藤勇：中村竹弥
- 土方歳三：西村晃
- 山南敬助：大友柳太朗
- 山崎蒸：内田良平
- 河品隆介：木村功
- 松永主膳：菅貫太郎
- 島田魁：那須伸太朗
- 花井豪：五里兵太郎
- 尾関等：島田秀雄
- 竹内弥兵衛：汐路章
- 相原源吾：明石潮
- 森蔵又次郎：穂高稔
- 野村甲之進：片岡栄二郎
- 堀田清助：中村錦司
- 中西登：博多淡海
- 奥沢栄助：千葉信男
- 大石鍬次郎：上杉高也
- 新井忠雄：藤木錦之助
- 橋本皆助：末広恵二郎
- 岸本安次：神木真寿雄
- 三田兵衛：阿部九洲男
- 永倉新八：小山田良樹
- 斎藤一：尾形伸之介
- 松原忠司：加藤浩
- 武田観柳斎：堀正夫
- 井上源三郎：関根永二郎
- 谷三十郎：加賀邦男
- 藤堂平助：河村満和
- 阿部十郎：小田真士
- 原田左之助：青木義朗
- 芹沢鴨：原田甲子郎
- お梅：ナタリー春川
- 御倉伊勢武：脇中武夫
- 楠小十郎：唐沢民賢
- 忠助：高松錦之助
- 豊平：安藤薫
- キヨ：美松艶子
- マサ：小島恵子
- 薩摩浪人：山本麟一
- 大阪浪人：月形哲之介
- 大阪浪人の朋輩：村田天作
- 守護職使者：香月涼二
- 水戸浪士：波多野博
- 平山五郎：時田一男

## スタッフ
- 製作：大川博
- 企画：岡田茂、玉木潤一郎、天尾完次
- 脚本：国弘威雄
- 監督：加藤泰
- 撮影：鈴木重平
- 音楽：林光
- 美術：富田治郎
- 照明：井上善一
- 録音：中山茂二
- スチール：中山健司
- 編集：河合勝巳

## 製作

### 企画
企画は大川橋蔵の人気回復に陣頭指揮を執る当時の東映京都撮影所（以下、東映京都）所長・岡田茂。タイトル命名も岡田。岡田が橋蔵の新路線として"男性向きアクション"の一本として企画した。

## 作品の評価

### 興行成績
橋蔵の主演映画はかつては興行収入ベストテンに毎年2、3本が入り、コンスタントに2億5000万から3億円を叩き出す東映のドル箱であったが、本作が公開された1964年頃から興行不振が目立ってきた。1964年の正月第二弾『人斬り笠』（併映『地獄命令』）、第二弾『風の武士』（併映『 図々しい奴』）、3月の『紫右京之介 逆一文字斬り』（併映『二匹の牝犬』）とも成績が悪く、橋蔵の極めつけ『新吾番外勝負』（併映『君たちがいて僕がいた』）ですら1億5000万に届かなかった。8月に公開された『御金蔵破り』は、橋蔵噂の人・朝丘雪路との共演という話題性もあり、併映『日本侠客伝』との釣り合いもとれて、1億5000万に届くヒットとなった。しかし9月の『大喧嘩』（併映『忍者狩り』）がダメで、続く本作も不入りだったとされる。

### 批評家評
- 岡田茂東映京都所長も内容を褒めたが[6]、大川橋蔵を支援する映画評論家・南部僑一郎が週刊誌上で、「『座頭市シリーズ』は勝新が坊主になって目を剥くのがいいんだ。それを『幕末残酷物語』みたいなもので橋蔵があんな役をやって、どこに意味があるというんだろう。橋蔵は何でああいう斬り死の役柄に乗せられてしまうのか。『オレはいままで大義名分で生きてきたが、これじゃまるで派閥の地獄じゃないか』といって逃げるなら君が生かされる。むしろ女と逃げた方があの時代には残酷な話になる。それをどうして君は言い出さないのか。君の最近の仕事にはゲンナリしている。『幕末残酷物語』みたいなものはぼくはてっきりオクラになると思っていたら、京都では岡田所長以下、良いといってるのはどういうわけだ。ぼくは京都に行く記者連に『あんなもので客に来いとは言語道断だと伝えてくれ』と言ってやったくらいだが、橋蔵君、君はいったいどういうつもりであんな仕事をするんだ」[6]、「橋蔵のイメージを変えるという会社のやり方は間違っている。妙なリアリズムに熱を上げたりね。『幕末残酷物語』はいけないよ。ああいう仕事が将来のための授業料になるという人もいるが、スターは授業料を払う必要はない。橋蔵は求めて汚れなくても、きれいなままでいくらでもやれるんだよ」などと、岡田の橋蔵のプロデュース力が悪いと批判を繰り返した[7]。

- 穂積純太郎は「橋蔵の真価は白塗りできれいなところにある。『幕末残酷物語』や『天草四郎時貞』などの"意欲作"で、わざわざ"黒塗り"の橋蔵を見せるのは何か錯覚してるんじゃないかとしか思えない。橋蔵は悲劇と紙一重の正喜劇をやれる数少ない役者ではないか。とにかく大スターでありながら未開拓の分野が多く、いろいろな可能性を秘めている役者も珍しい」などと評した[7]。

- 大川橋蔵は「ぼくとしては『幕末残酷物語』で、はじめてといって良いようなリアルな演技で、いわば素顔(すっぴん)で出たようなもんで、ぼく自身、すごく楽に演技が出来た。自然(ナチュラル)に自分の感情のままやって、それが極めて適切に画面に出たと思う。演技的にはちっとも苦労してないけど、世間の人は『幕末残酷物語』の演技はよかったと言ってくれる。だけど、従来の娯楽作品は、大衆受けはしても、演技的にあまり褒められたことはない。しかしぼくは娯楽作品に演技的に苦労しているわけです。つまり娯楽作品がいかに難しいか…それがよく分かった気がします」などと述べている[8]。

### 受賞歴
- 第15回ブルーリボン賞
  - 脚本賞（国弘威雄）

## 影響
本作公開の翌週、1964年12月24日から公開された橋蔵の次作『黒の盗賊』（併映『博徒対テキ屋』）は少し持ち直したが、1965年2月公開の愚連隊を演じた『バラケツ勝負』はかなり落ち込んだ。女性ファンからも橋蔵のヨゴレ役に反撥を食らったため、岡田茂東映京都所長は「女性ファンは"美男の橋蔵"がお好きなようだから、今後はご要望に応えて、その線を通していく」と表明し、橋蔵が難色を示していた大阪を舞台としたスリの話『飛びっちょの鉄』を製作中止させ、1965年5月公開の『大勝負』では水も滴る美男やくざに設定を変えた。岡田は「1965年秋に橋蔵主演で『源氏物語』を企画している。橋蔵源氏を取り巻く女性に佐久間良子、三田佳子、岡田茉莉子、有馬稲子、山本富士子といった絢爛たるキャストを組みつもりだ」と話していたが、「但し、結婚問題をきちんと収束させることが条件」と述べ、結局、『源氏物語』は製作されることはなかった。　

## 映像ソフト
- 2004年10月21日より、東映ビデオからDVDが発売されている。

## 併映作品
- 『くノ一化粧』: 中島貞夫監督